# Hưng Bình (phường)
Hưng Bình là một phường thuộc thành phố Vinh, tỉnh Nghệ An, Việt Nam.
Phường Hưng Bình có diện tích 1,62 km², dân số năm 1999 là 14.323 người, mật độ dân số đạt 8.841 người/km².